# Johann Carl Fuhlrott

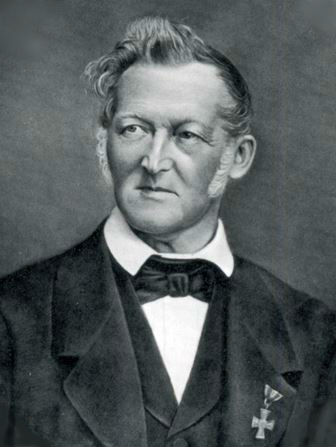
Johann Carl Fuhlrott

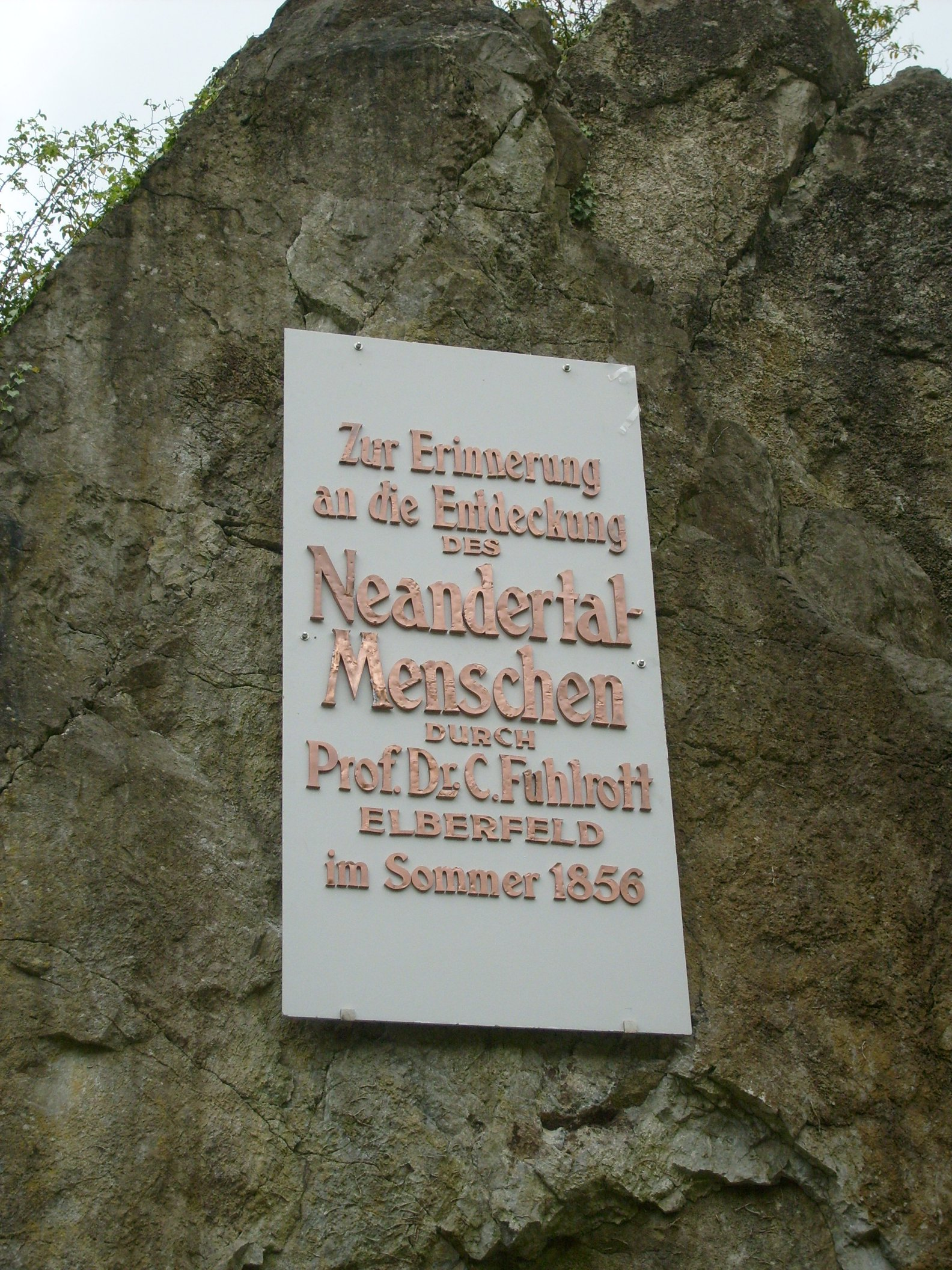
Erinnerungstafel von 1926 an die Entdeckung Fuhlrotts am Rabenstein im Neandertal

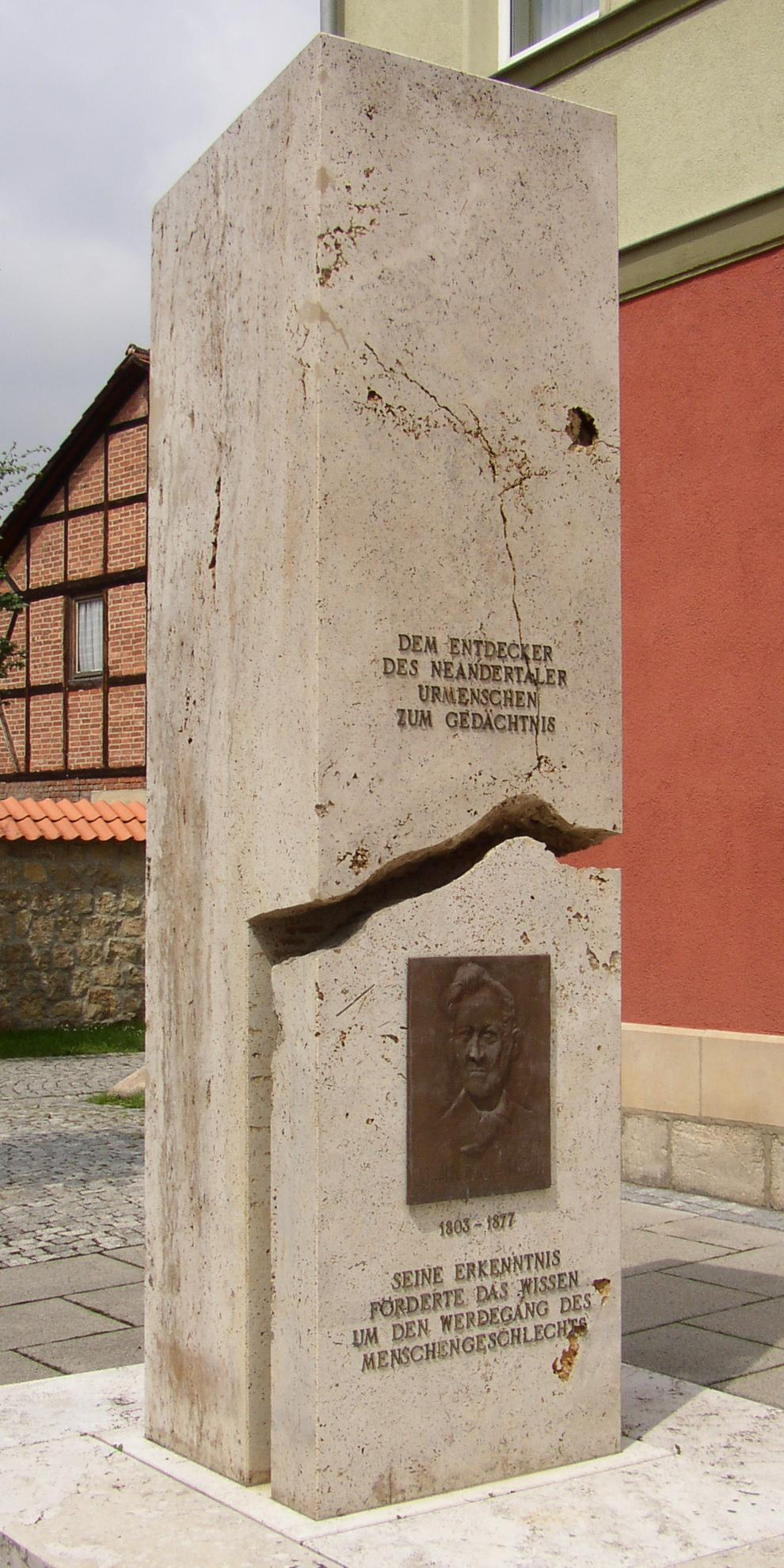
Denkmal in Leinefelde

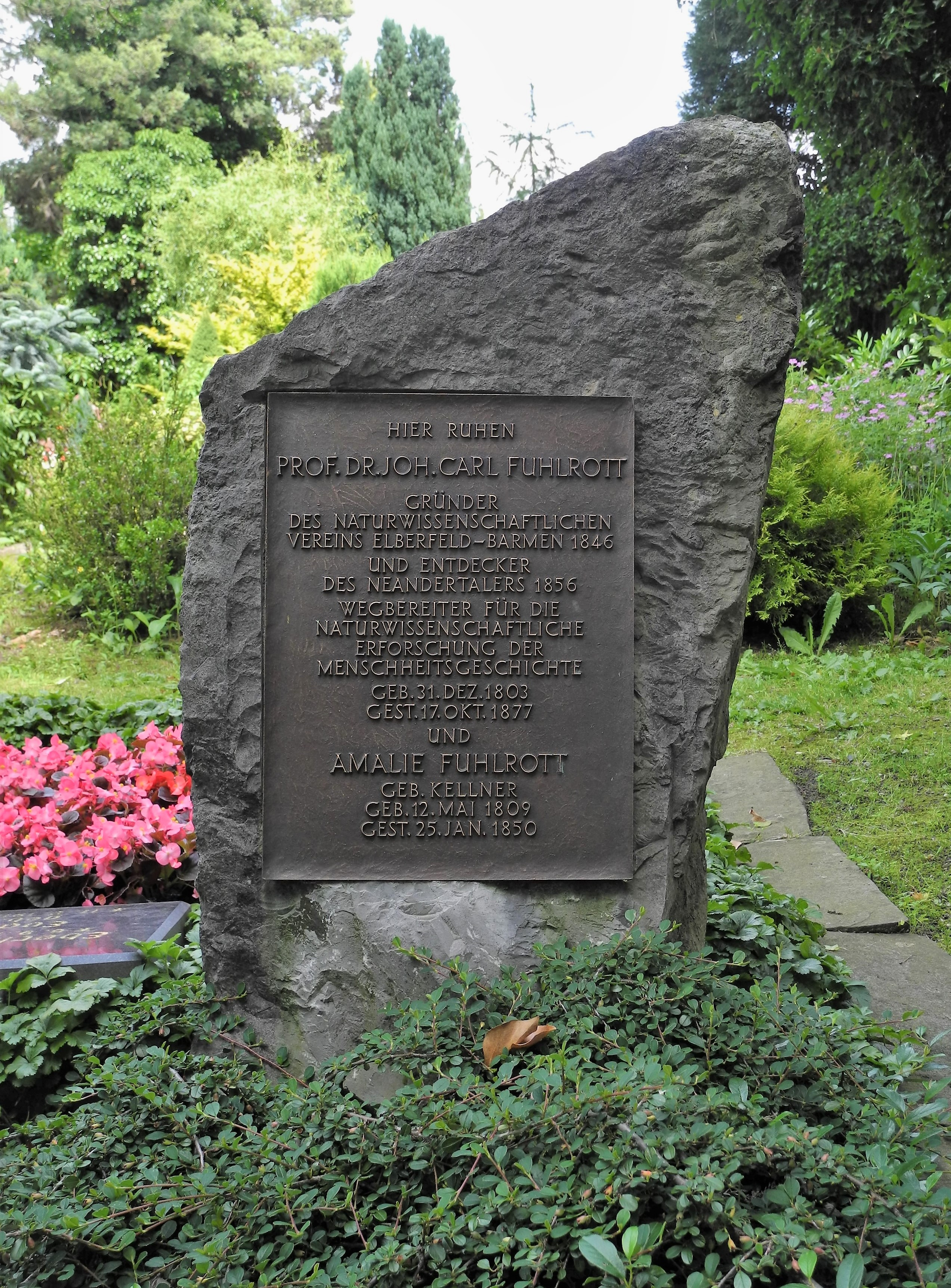
Grab in Wuppertal-Elberfeld (Katholischer Friedhof Hochstraße)

Johann Carl Fuhlrott (* 31. Dezember 1803 in Leinefelde; † 17. Oktober 1877 in Elberfeld, heute zu Wuppertal) war ein deutscher Naturforscher. Bis heute international bekannt ist er, weil er die 1856 im Neandertal zwischen Wuppertal und Düsseldorf gefundenen Skelettreste – heute wissenschaftlich bezeichnet als Neandertal 1 – einem vorzeitlichen Menschen zuschrieb. Später bestätigten Funde des gleichen Typs, dass er Recht hatte; so entstand der Name Neandertaler für diesen Menschentyp. Fuhlrott gilt damit als Pionier der Paläoanthropologie, des Fachs, das während seiner Zeit an der Eberhard Karls Universität Tübingen sein Hauptforschungsgebiet war.

## Leben
Johann Carl Fuhlrott war Sohn des Gastwirts Johannes Philipp Fuhlrott und dessen Gattin Maria Magdalena, geborene Nußbaum, die beide starben, als er zehn Jahre alt war. Daher wurde er von seinem Onkel, dem katholischen Priester Carl Bernhard Fuhlrott († 1839), in Seulingen aufgezogen. 1835 heiratete Fuhlrott Josepha Amalia Kellner (1809–1850), mit der er sechs Kinder hatte.
Fuhlrott studierte ab 1824 zunächst Theologie, dann Naturwissenschaften an der Universität Bonn. Schwerpunkte seines Studiums waren Paläontologie und Zoologie (bei Georg August Goldfuß), Mineralogie (bei Johann Jacob Nöggerath) und Botanik (bei Christian Gottfried Nees von Esenbeck). Fuhlrott schloss sein Studium mit dem Staatsexamen an der Universität Münster ab. 1835 wurde er an der Universität Tübingen zum Dr. phil. promoviert. Der Titel seiner Dissertation lautet: Die Naturgeschichte als Wissenschaft und als Gegenstand des höheren Unterrichts. Eine pädagogisch-philosophische Abhandlung". Hier legt Fuhlrott sein zentrales Anliegen dar, die schulische Vermittlung der Naturgeschichte.
Nach Anstellungen als Lehrer am Gymnasium in Heiligenstadt und ab 1830 an der Realschule in Elberfeld wurde er 1835 Professor für Naturgeschichte an der Universität Tübingen. Er war bis kurz vor seinem Tod Lehrer an der Oberrealschule Elberfeld, die er auch kommissarisch leitete. Dort war er bisher mit über 40 Dienstjahren der dienstälteste Lehrer. Dieses Gymnasium trägt seit 1986 seinen Namen: Carl-Fuhlrott-Gymnasium.
Am 9. April 1846 gründete Fuhlrott mit dem Naturwissenschaftlichen Verein von Elberfeld und Barmen (heute Naturwissenschaftlicher Verein Wuppertal) einen der ältesten naturwissenschaftlichen Vereine Deutschlands. Im Jahr 1862 gründete er unter dem Namen Wupperthaler Verein zum Schutze der Thiere. auch den bis heute bestehenden Tierschutzverein Wuppertal. Fuhlrott war seit 1846 Mitglied im Bund der Freimaurer. und gehörte bis zu seinem Tod der Elberfelder Loge Hermann zum Lande der Berge an.
Zu seinen Hauptwerken zählt Der fossile Mensch aus dem Neandertal … (1865). Fuhlrott hatte die besonderen Merkmale der ihm von einem Steinbruchbesitzer übergebenen Knochen (Überaugenwülste, ungewöhnlich dicke Grate und Leisten als Ansatzpunkte überaus kräftiger Muskeln) auf Anhieb einem Individuum „aus der vorhistorischen Zeit“ zugeschrieben, zwei Jahre vor Darwins bedeutender Schrift Über die Entstehung der Arten. Als er seine Deutung 1857 auf einer Versammlung von Naturforschern zur Diskussion stellte, wurde er von den Gelehrten jedoch nicht ernstgenommen; mehr noch, deren Reaktion empfand Fuhlrott als extrem entmutigend. Seinen ersten schriftlichen Bericht versah er mit dem resignierten Schluss, dass er „auf jeden Versuch einer Propaganda für meine Überzeugung gern verzichte“.
Das Fuhlrott-Museum, ein naturkundliches Museum in Wuppertal (seit 2008 geschlossen), wurde nach dem Forscher benannt. Schulen in Wuppertal, Mettmann, Leinefelde und Erkrath, dem Fundort des Neandertalers, tragen seinen Namen. In seiner Geburtsstadt Leinefelde wurde zu Ehren Fuhlrotts ein Denkmal in der nach ihm benannten Straße errichtet.

## Werke
- Jussieu's und De Candolle's natürliche Pflanzen-Systeme, nach ihren Grundsätzen entwickelt und mit den Pflanzen Familien von Agardh, Batsch und Linné,ш so -wie mit dem Linné'schen Sexual-System verglichen. Für Vorlesungen und zum Selbstunterricht, Bonn: Eduard Weber, 1829
- Beitrag zur Systematik in der Naturgeschichte, mit vorzüglicher Berücksichtigung der Pflanzensysteme, 1833
- Das Pflanzenreich und seine Metamorphose, Schulprogramme Elberfeld, 1838
- Das Wisperthal u. d. Wisperwind. Jahresbericht naturw. Ver. Elberfeld IV, 1863 (Mitherausgeber)
- Der fossile Mensch aus dem Neanderthal und sein Verhältnis zum Alter des Menschengeschlechts. Duisburg: Falk & Volmer, 1865 (Digitalisat und Volltext im Deutschen Textarchiv)
- Menschliche Ueberreste aus einer Felsengrotte des Düsselthals: ein Beitrag zur Frage über die Existenz fossiler Menschen. Duisburg: W. Falk & Volmer, 1865
- Die Höhlen und Grotten in Rheinland-Westphalen; nebst Beschreibung und Plan der neu entdeckten prachtvollen Dechen-Höhle, Iserlohn 1869 (Digitalisat)
- Führer zur Dechenhöhle. Iserlohn: J. Baedeker 1869. (Digitalisat), 2. Aufl. 1873 (Digitalisat)